# Mariakapel (Vlodrop)

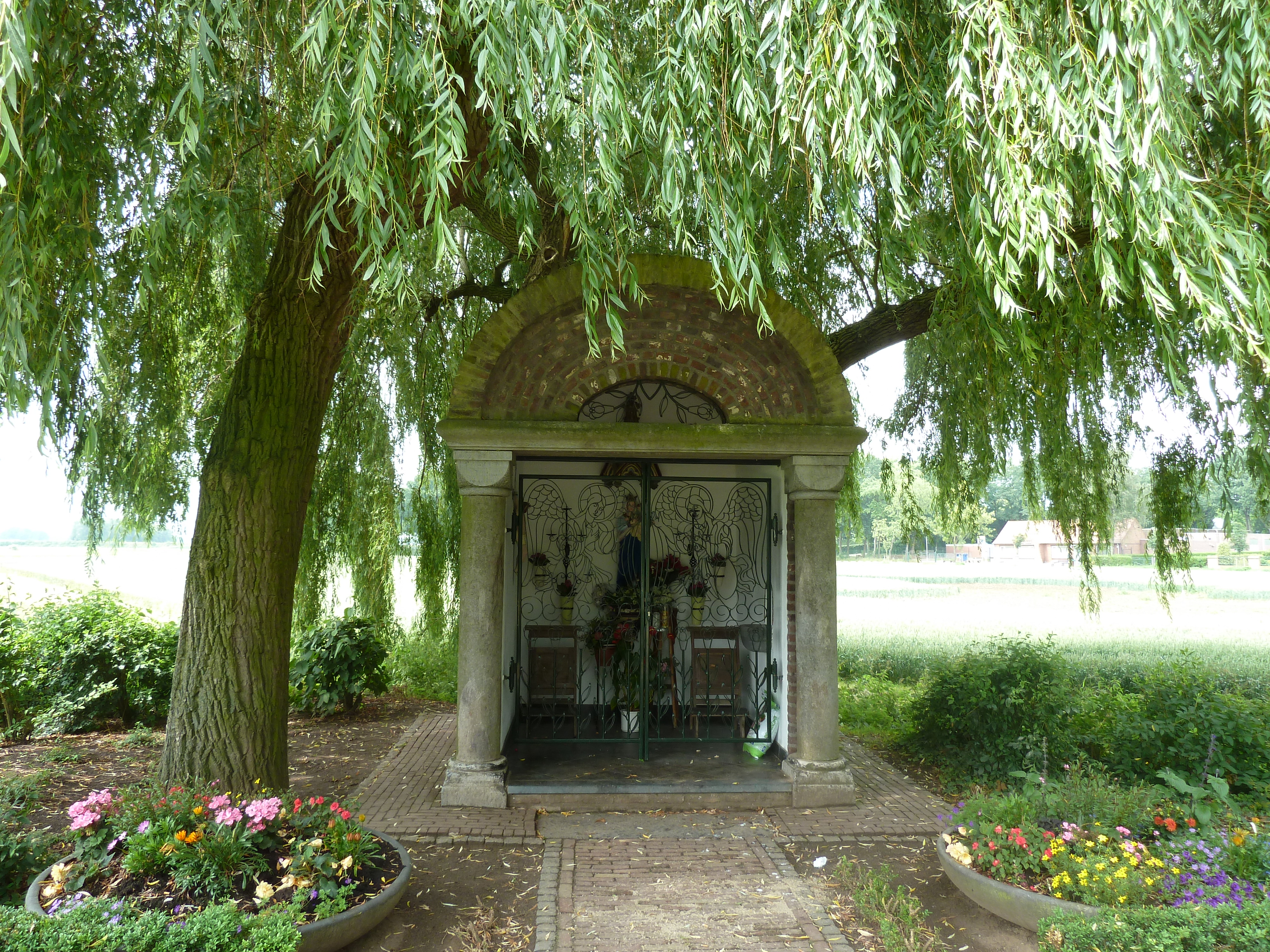
De Mariakapel

De Mariakapel is een kapel in Vlodrop in de Nederlandse gemeente Roerdalen. De kapel staat onder treurwilgen aan de Kerkbergweg op de plaats waar de Kasteelweg hierop uitkomt ten zuiden van het dorp.
De kapel is gewijd aan de heilige Maria.

## Geschiedenis
In het begin van de 19e eeuw werd de eerste kapel op deze plek gebouwd.
Aan het eind van de Tweede Wereldoorlog werd de kapel verwoest. In 1945 werd na de oorlog de tweede kapel op deze plek gebouwd. Deze had een ander ontwerp, met een zadeldak.
In juni 1995 werd de kapel gevandaliseerd en bleek hij in zeer slechte staat. In 1995 werd de derde kapel hier gebouwd, waarbij het ontwerp gebaseerd werd op het eerste exemplaar. Op 27 april 1996 werd hij ingezegend.

## Gebouw
De in veldbrandstenen opgetrokken kapel staat op een rechthoekige plattegrond en wordt gedekt door een halfrond koperen dak. De achtergevel bevat een bakstenen halve boog, in de rechter zijgevel een gedenksteen die herinnert aan de herbouw en boven in de zijgevels zijn er muizentanden aangebracht. De voorzijde is grotendeels open met op de hoeken twee grijze hardstenen zuilen met teerlingkapiteel. Hierop rust een architraaf met daarop een halfronde frontgevel waarin een halfrond timpaan is uitgespaard dat afgesloten wordt met een smeedijzeren hek met bloemen. De rechthoekige ingang van de kapel wordt afgesloten met een dubbel smeedijzeren hek met daarin engelenfiguren.
Van binnen is de kapel wit gepleisterd. Op een console staat het gepolychromeerd Mariabeeld onder een rijk beschilderd baldakijn. Het Mariabeeld toont de gekroonde heilige met op haar linkerarm het ongekroonde kindje Jezus.